# 鹿島神社 (松山市)
鹿島神社（かしまじんじゃ）は、愛媛県松山市北部の北条鹿島に鎮座する神社。

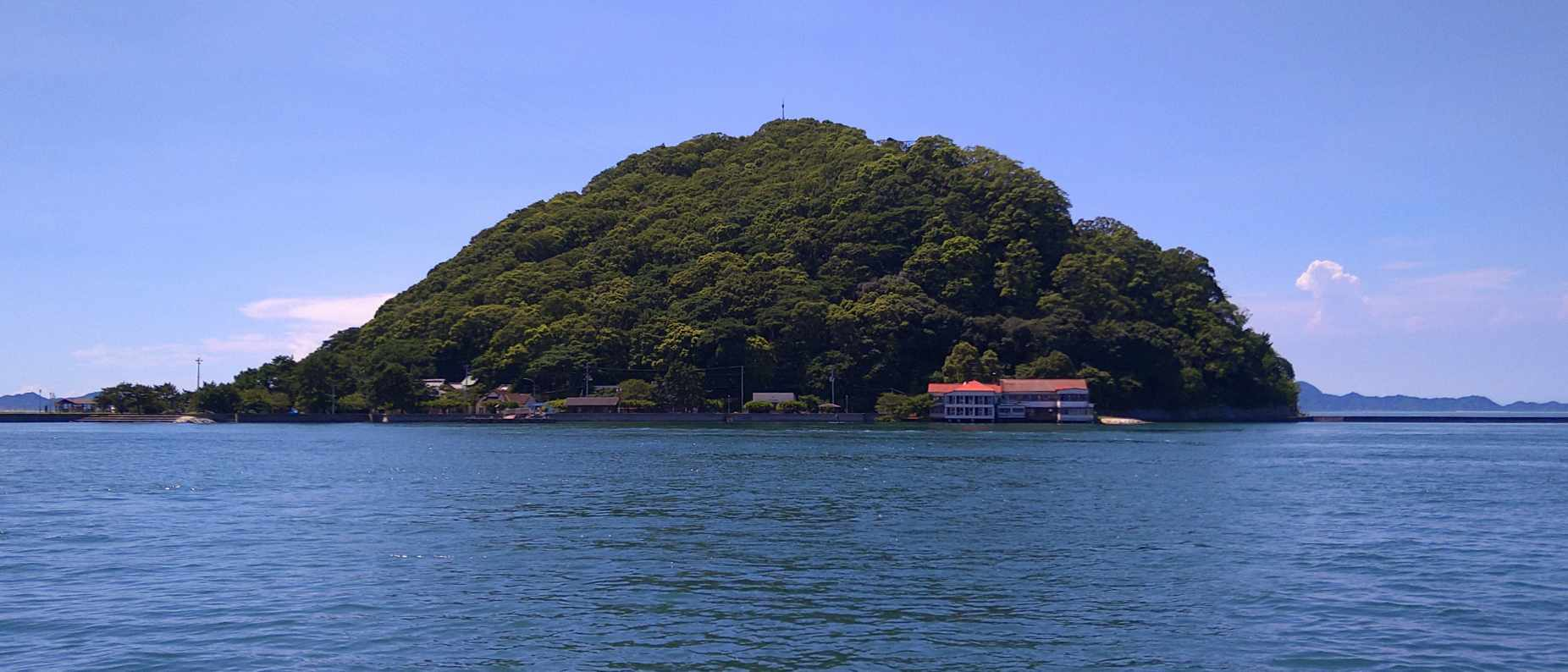
北条鹿島　全景

## 歴史
神功皇后が三韓征討の途中に立ち寄り武甕槌神、経津主神を勧請奉斎した神社で戦勝と道中の安全を祈願し出陣したとの伝承で、以降、武家が尊崇し、安政5年2月16日松山藩主松平隠岐守が参拝以来、例年初穂米を献上されていた。明治9年9月20日に村社に列し、同44年に事代主神を合祀した。

## 祭神
- 武甕槌命（たけみかづちのみこと）
- 経津主神（ふつぬしのかみ）
- 事代主神（ことしろぬしのかみ）

## 境内
- 大鳥居（四国本土側の北条港脇）：白い石の鳥居で、「鹿島神社」の扁額
- 二ノ鳥居：石の鳥居で、「鹿島神社」の扁額
- 注連石
- 拝殿・幣殿・本殿

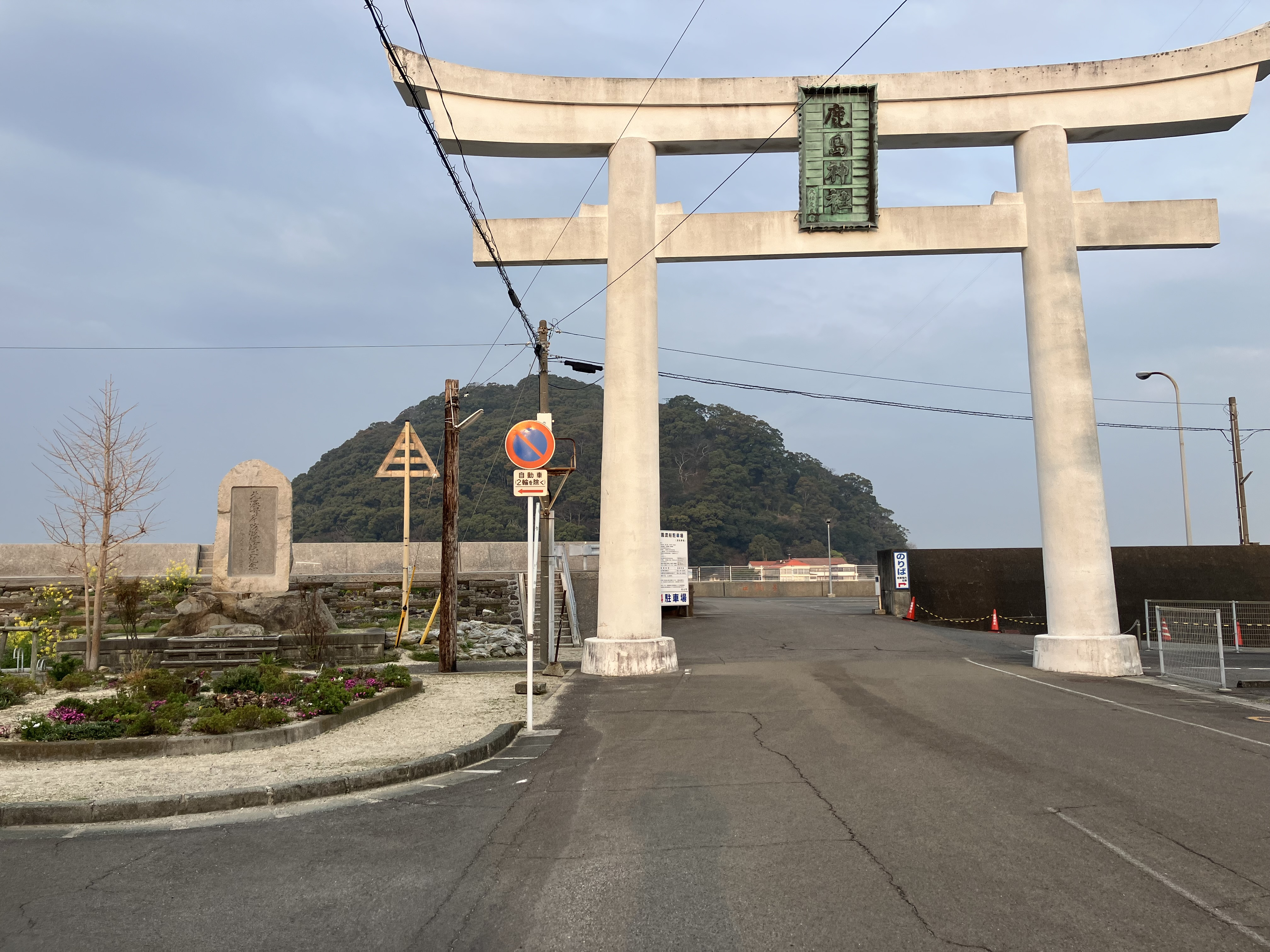
大鳥居（久松定武揮毫の扁額が見える）
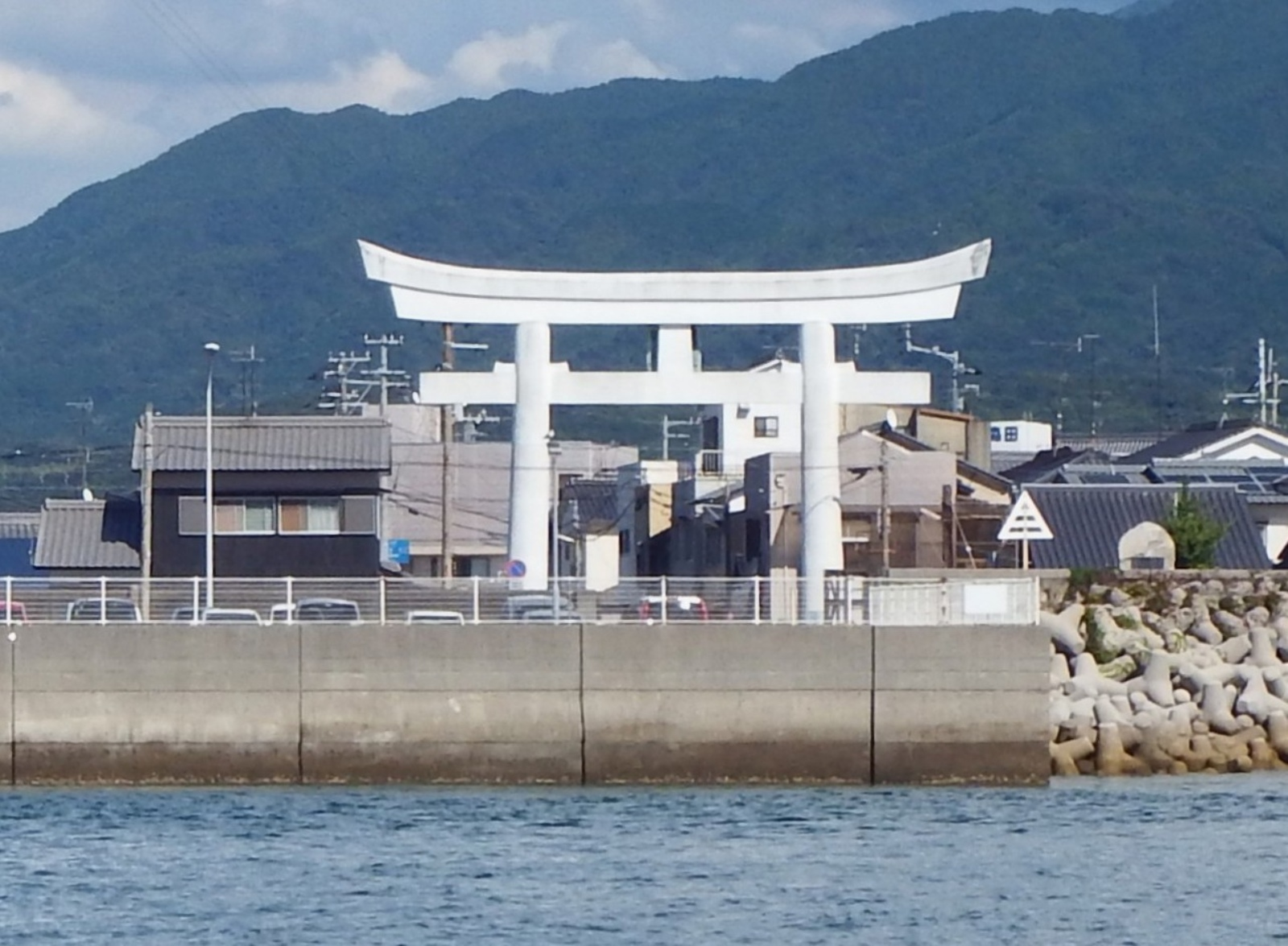
大鳥居
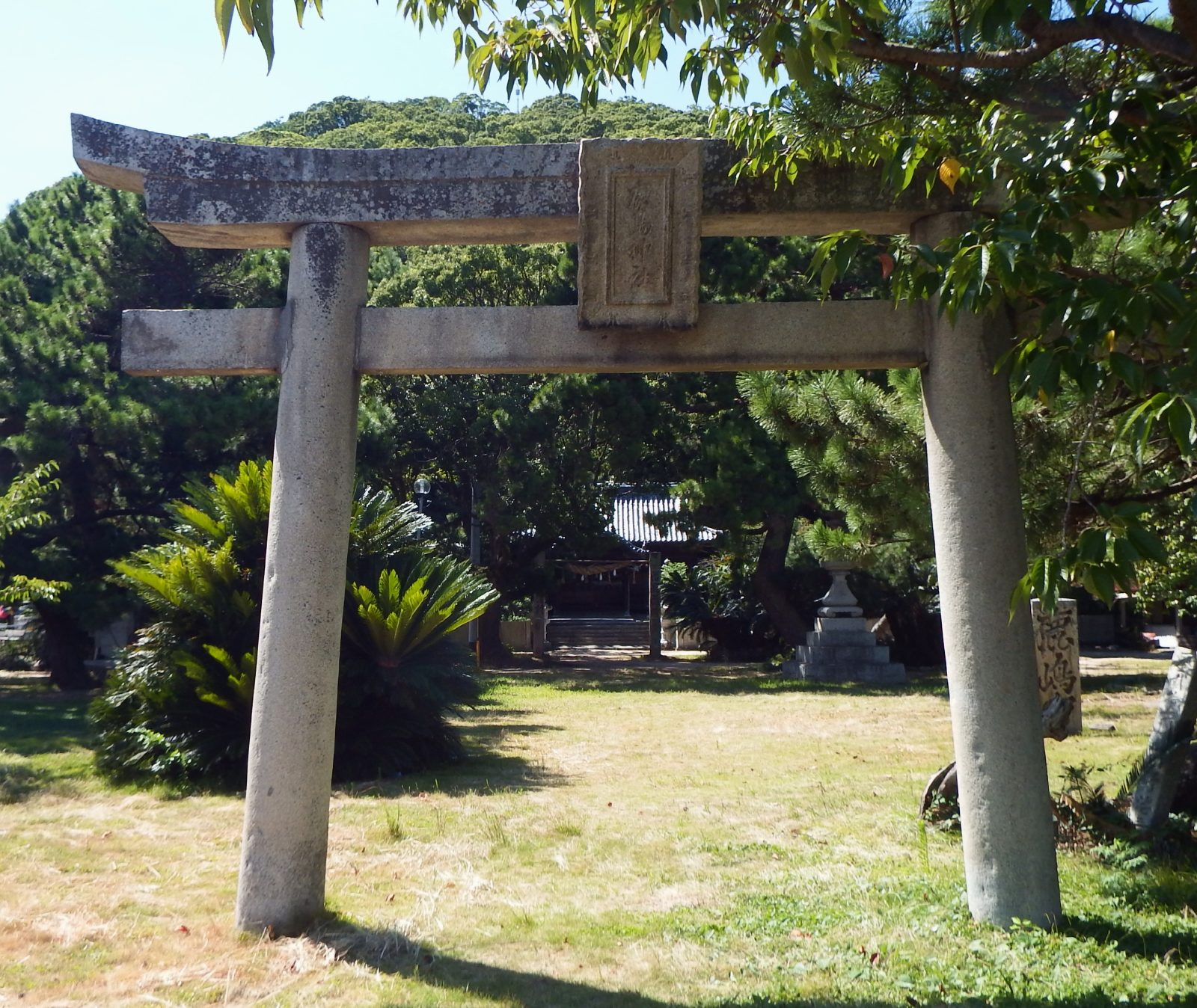
二の鳥居
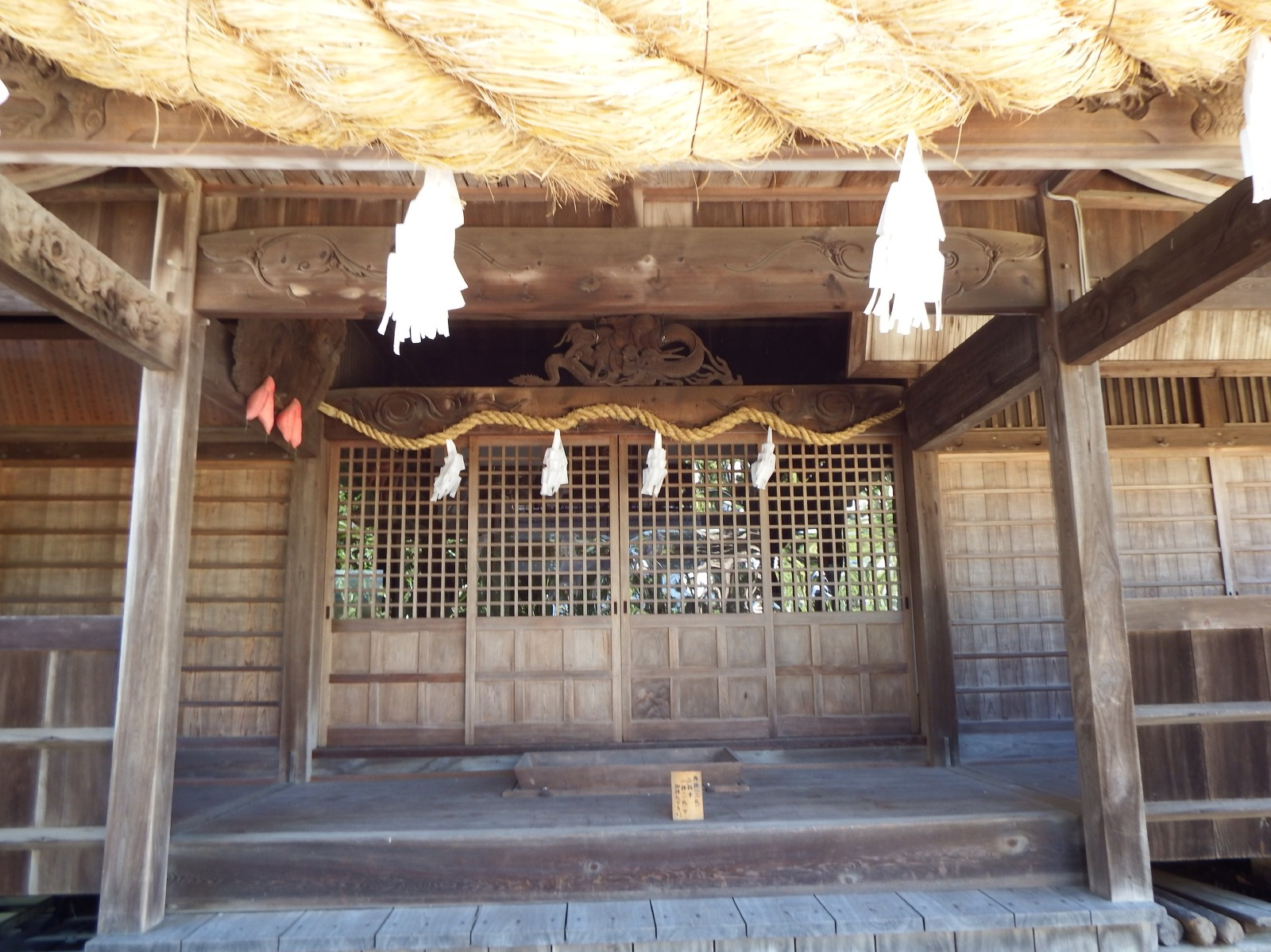
拝殿
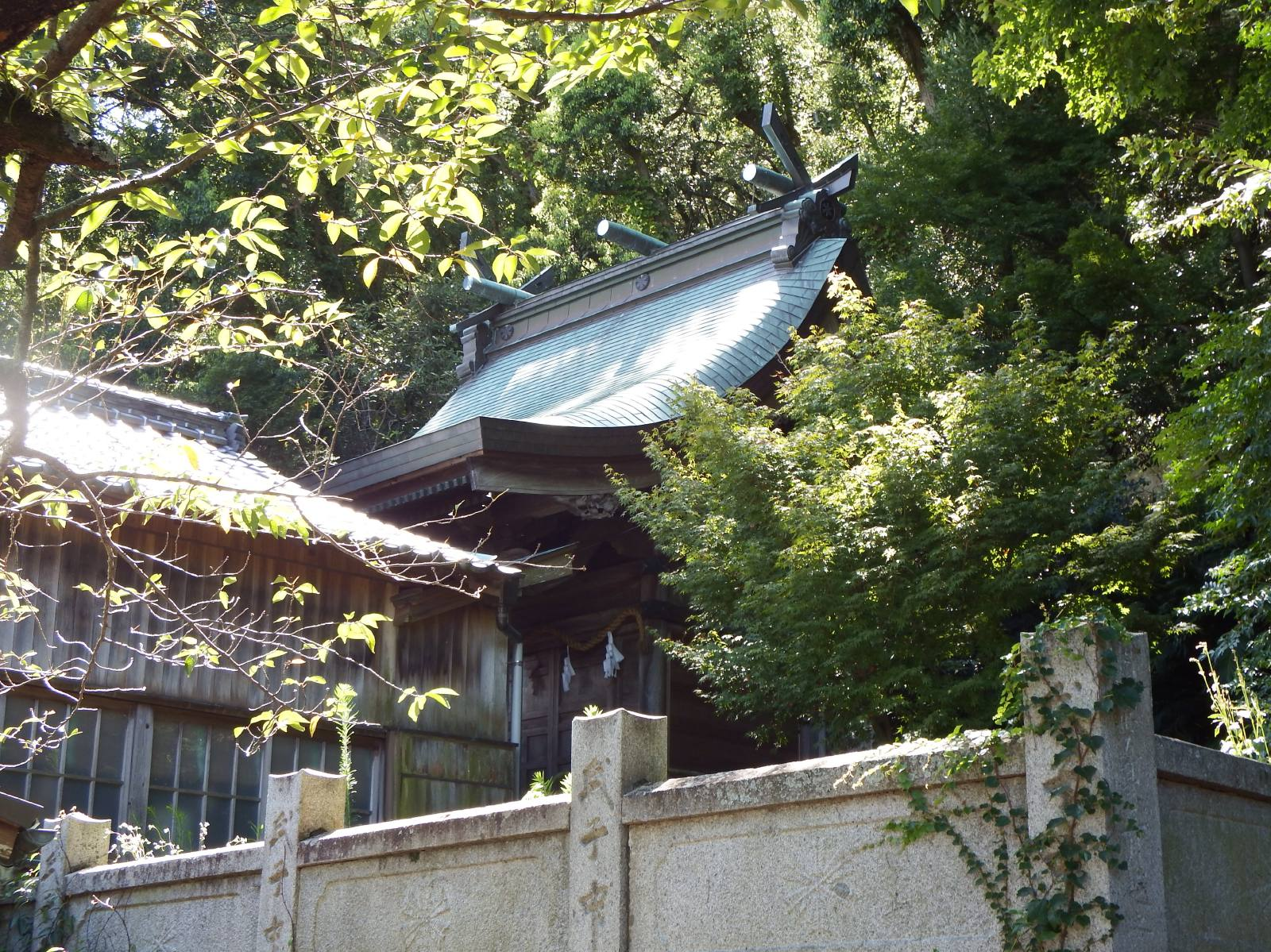
本殿

## 境内社
- 龍神社（祠）：高龗神・闇龗神。昔、寒戸島に祀った龍神を1955年に本宮の右に遷座。
- 三穂神社：拝殿本殿
- 要石：鹿島神宮より勧請したときに一緒にうつしたと云われている。当地を地震から守っている。
- 厳島神社（祠）：市杵島比売命

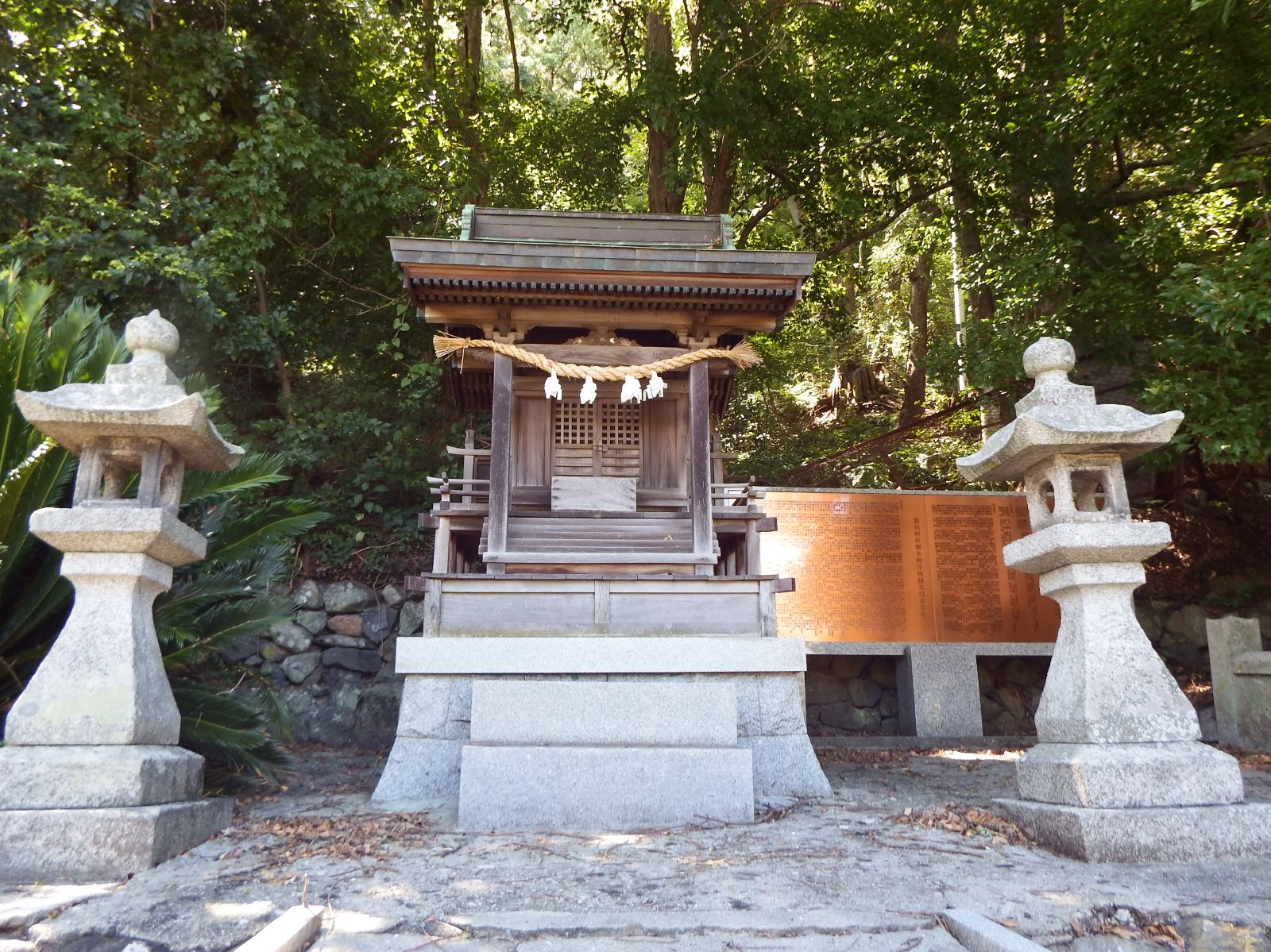
龍神社
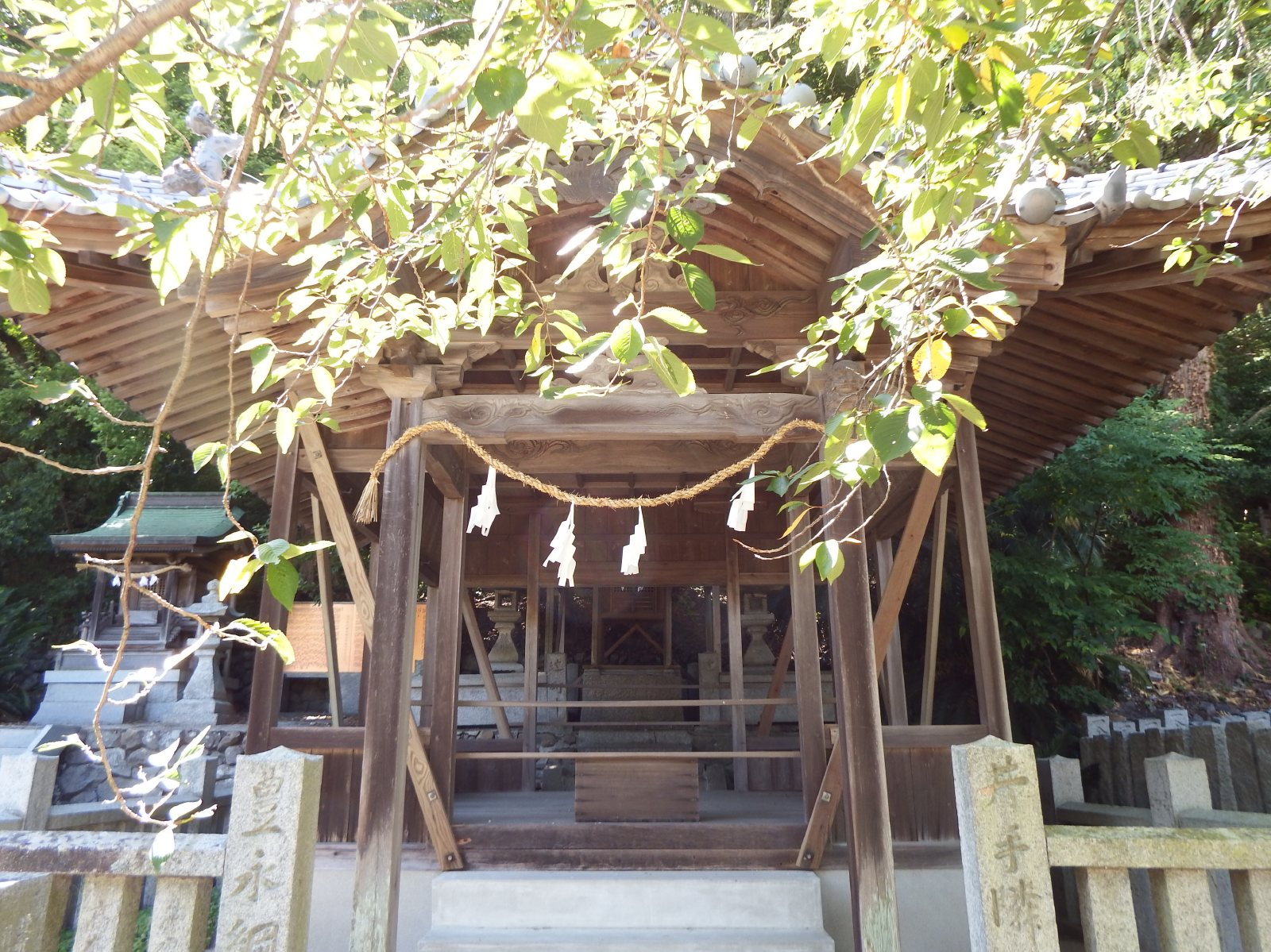
三穂神社拝殿
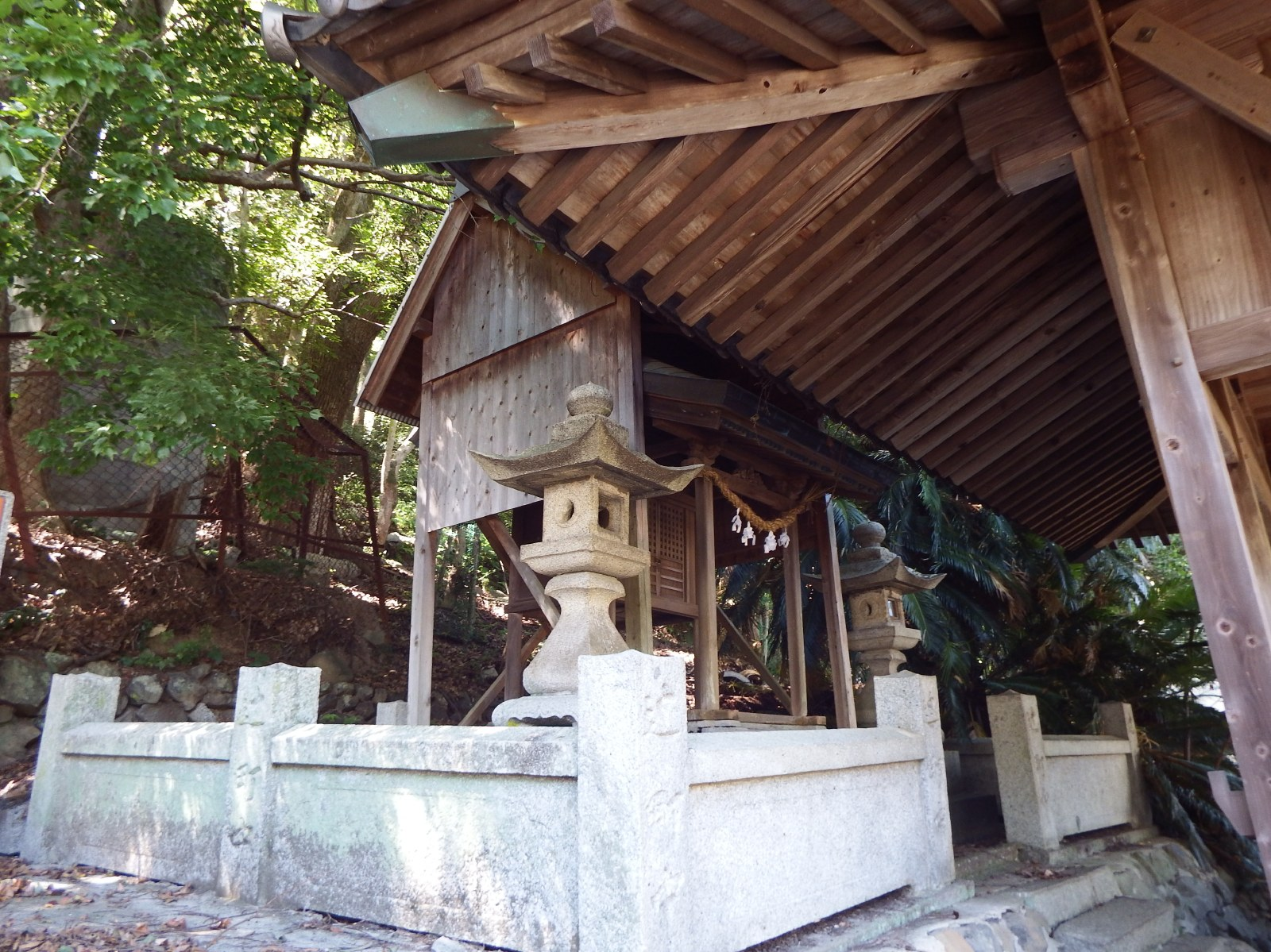
三穂神社本殿
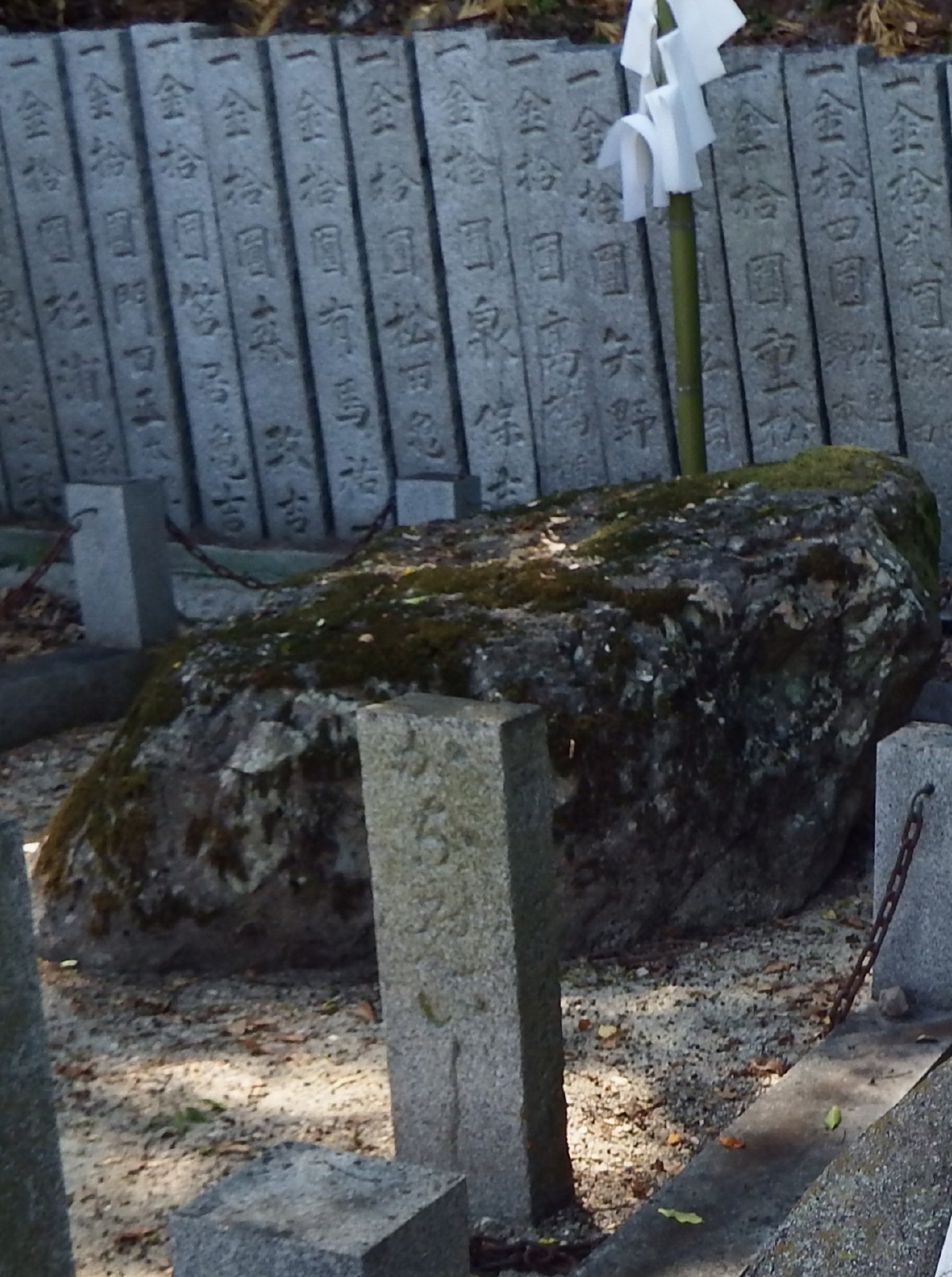
要石
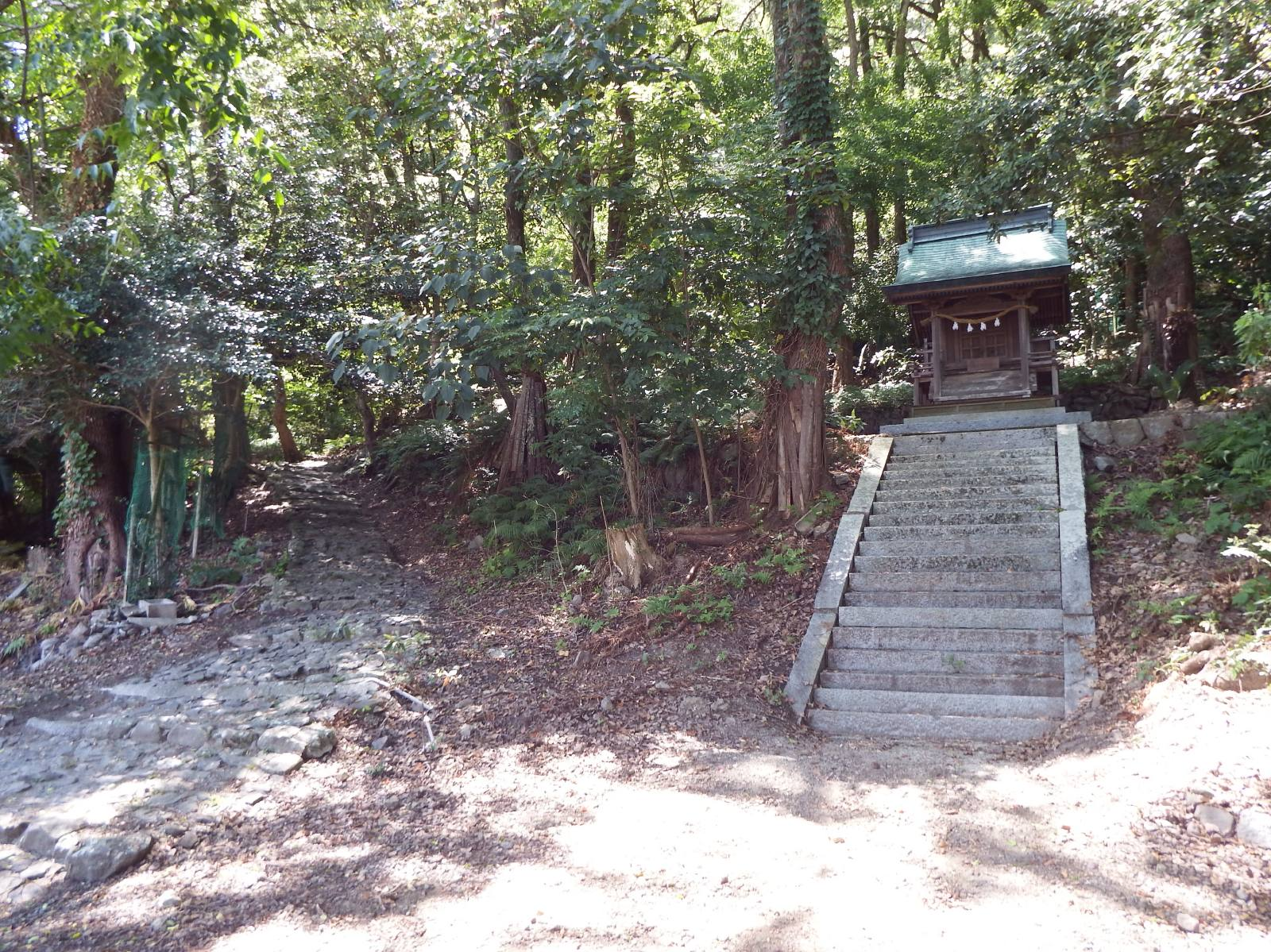
登山口 厳島神社

## 境外社
- 龍神社（祠）：高縄城主の河野通信が海上安全・五穀豊穣の守護神として寒戸島に祀ったと云われていて、雨乞い伝説がある。
- 鹿島神社御旅所：北条港東岸

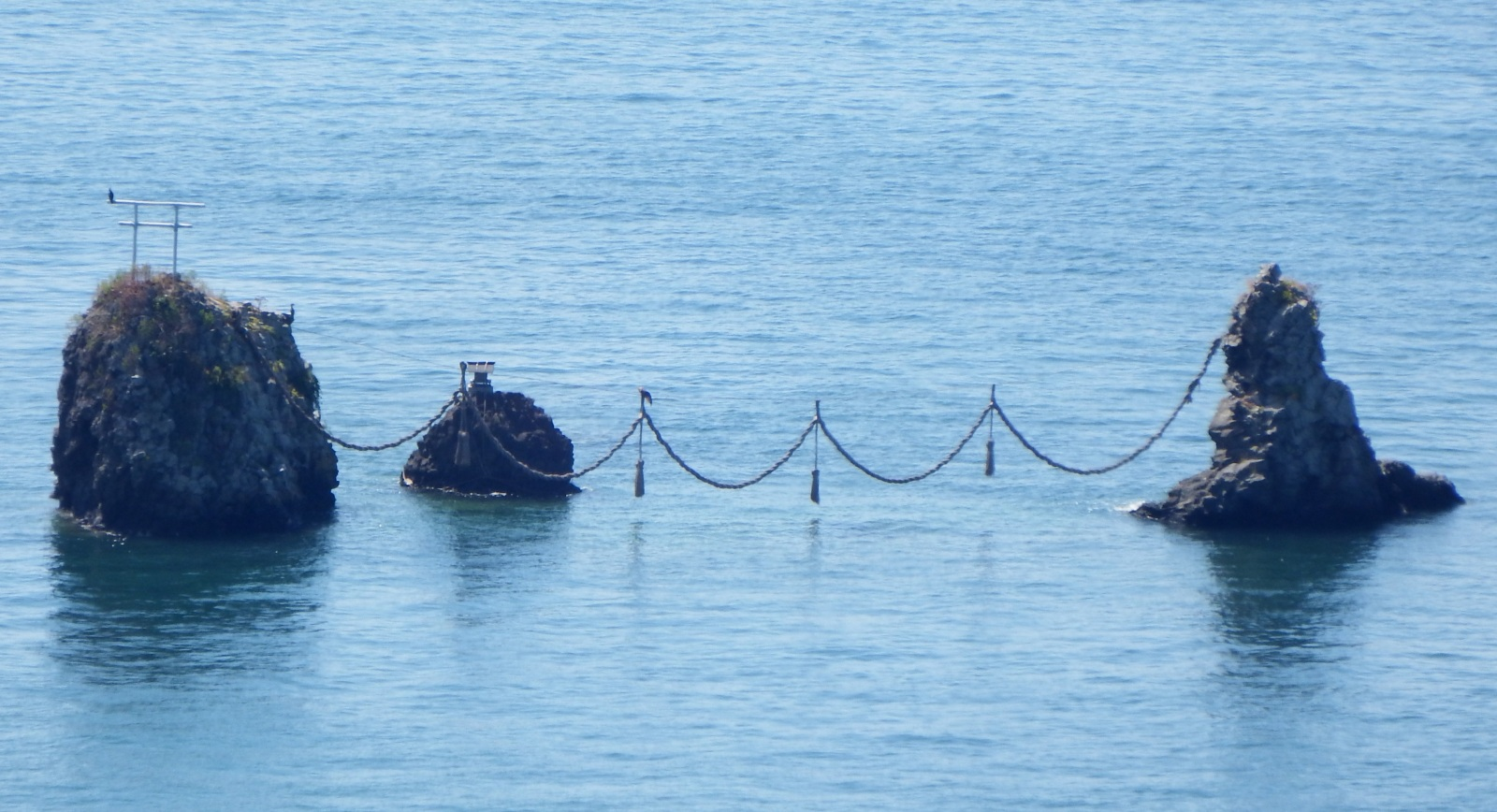
寒戸島の龍神社
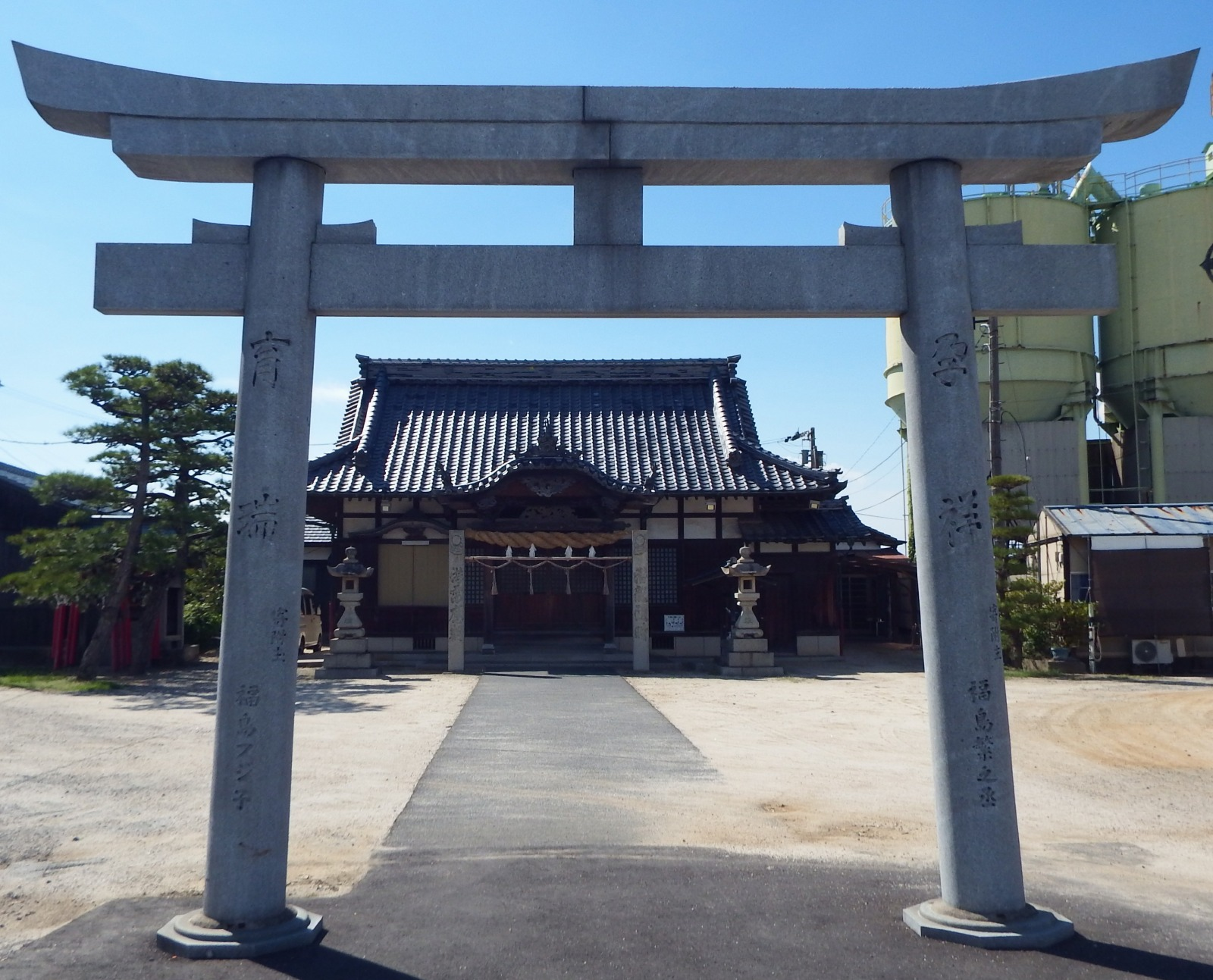
鹿島神社御旅所

## 文化財
愛媛県指定無形民俗文化財
- 鹿島の櫂練（かいねり）

昭和41年4月5日無形文化財に指定、昭和52年1月11日無形民俗文化財に指定替え、鹿島櫂練り保存会。起源は治承年間（1177年～1181年）河野水軍の出陣に際し、鹿島の神前に戦勝を祈願し、凱旋の時の祝勝奉賛が鹿島神社の神事となったと伝えられ、江戸末期にいたってこれを鹿島神社の祭礼に奉賛するようになり、さらに、神輿渡御（とぎょ）の御乗船に供奉警護にあたることになって今日に及んだものである。

## 交通アクセス
- JR予讃線 伊予北条駅より徒歩約15分で北条港
- 北条港より鹿島港まで渡舟で約3分
- 鹿島港より徒歩約5分